# (65407) 2002 RP120
(65407) 2002 RP120 è un asteroide del sistema solare; è attualmente il corpo celeste del sistema solare con la più elevata eccentricità orbitale mai osservata, a parte le comete.

## Storia
(65407) 2002 RP120 è stato scoperto dall'astronomo statunitense Brian A. Skiff nell'ambito del programma Lowell Observatory Near-Earth-Object Search, il 4 settembre 2002.

## Parametri orbitali
L'orbita di (65407) 2002 RP120 è caratterizzata da un'eccentricità straordinariamente elevata, stimata in 0,954; questo lo rende l'asteroide dall'orbita più eccentrica fra gli asteroidi conosciuti. L'oggetto segue una traiettoria che lo porta, all'afelio, ad una distanza di 105,957 UA dal Sole (oltre due volte la distanza massima di Plutone), e al perielio lo conduce a sole 2,480 UA dall'astro (vale a dire, fra l'orbita di Marte e quella di Giove).
(65407) 2002 RP120 è inoltre un asteroide retrogrado; il solo altro asteroide conosciuto con questa proprietà è 20461 Dioretsa. La sua classificazione è incerta; probabilmente si tratta di un damocloide (per via della sua orbita assai eccentrica ed inclinata), oppure di un oggetto del disco diffuso (un oggetto transnettuniano la cui orbita è stata perturbata dall'interazione gravitazionale con Nettuno).